# NGC 3561
NGC 3561 (другие обозначения — NGC 3561A, ZWG 155.90, UGC 6224, ZWG 156.11, MCG 5-27-10, DRCG 23-78, ARP 105, VV 237, PGC 33991) — галактика в созвездии Большая Медведица.
Этот объект занесён в новый общий каталог несколько раз, с обозначениями NGC 3561, NGC 3561A.
Этот объект входит в число перечисленных в оригинальной редакции «Нового общего каталога».
Объект входит в атлас пекулярных галактик и обладает морфологической особенностью — низкой поверхностной яркостью спиралей. Согласно Воронцову-Вельяминову является взаимодействующей галактикой.
В галактике вспыхнула сверхновая SN 1953A. Её пиковая видимая звёздная величина составила 16.